# 新传媒 (新加坡)
新传媒私人有限公司（英語：Mediacorp Pte. Ltd.），简称新传媒，是新加坡的媒体集团，由政府部门演变成为名义上的商业机构，唯一股东是由新加坡政府操控的淡马锡控股。此外，新传媒是新加坡唯一免费电视经营者，同时跨足广播电台、电影制作和报纸媒体。新传媒拥有6个电视频道和11个电台频道，是当地最大媒体广播机构和唯一地面电视广播机构。

## 历史与发展
早期新传媒成立時為政府部門，經歷多次改組：

### 早期发展
- 1930年：新加坡港務局Earl爵士在每週三及週日在吉隆坡進行短波廣播。
- 1936年6月1日：新加坡第一个电台频道开播。
- 1937年3月11日：珊顿·托马斯爵士成立「马来亚广播机构」（英語：Broadcasting Corporation of Malaya），在新加坡加利谷山建立发射站。马来亚广播机构其后成为海峡殖民地政府交通部直属部门，改名为「马来亚广播局」（英語：Malayan Broadcasting Corporation）。
- 1942年6月4日：日軍佔據星、馬兩地電台電波，直到翌年為止。
- 1957年8月31日，马来西亚獨立；同年9月16日，「马来西亚广播电视新加坡台」（英語：Radio and Television of Malaysia, Singapore）宣告成立；而同年2月15日开始进行电视节目的试播。
- 1963年11月23日：马来西亚广播电视新加坡台开播两个分别以英语和華語作为播出语言的电视频道。

### 新加坡廣播電視台時期
- 1965年8月9日：新加坡独立，马来西亚广播电视新加坡台改名为「新加坡广播电视台」（英語：Radio and Television of Singapore），即新加坡文化部廣播署。
- 1969年7月18日：新加坡第5廣播網開播，是新加坡第一個調頻立體聲廣播頻道（現為Symphony 924）。
- 1974年7月7日：新加坡广播电视台開始試播彩色電視节目；同年8月1日正式提供彩色電視節目。

### 新加坡廣播局時期
- 1980年2月1日：新加坡广播电视台（廣播署）改組為政府機構「新加坡廣播局」，簡稱「新廣」（英語：Singapore Broadcasting Corporation），隸屬新加坡文化部，英語臺和華語臺分別改名為第五波道和第八波道。新廣首任主席由時任文化部部長王鼎昌兼任。
- 1982年7月24日：新广成立戲劇處，开始有系统制作本地电視剧，並從英屬香港請來前麗的電視編劇梁立人出任首任總監。
- 1983年3月14日：新加坡外交部长丹那巴南（英语：S. Dhanabalan）在國會表示，新加坡廣播局將在明年初啟播第三個電視頻道（即「新廣第12波道」，現已分拆為朝陽頻道、春天頻道），新廣估計第三個頻道的主要開支將在450萬新加坡元上下[1]。
- 1984年1月31日：新廣第12波道开播，播放原本分別由第五波道播出的馬來語節目及第八波道播出的泰米爾語節目。
- 1989年1月1日：「Perfect 10 98.7FM」開播，是新加坡第一個全天24小時播出的广播频率（2005年7月改名為987（英语：987FM））。
- 1990年8月1日：所有電視波道開始以立體聲廣播。
- 1994年1月1日起，第五波道播出的马来语节目移至新廣第12波道播出，第5波道改为全英语播出，并开始24小時播出。

### 新國傳媒機構時期
- 1994年10月1日：新广公司化，新加坡廣播局改名為「新加坡国际傳媒機構」（簡稱「新國傳媒機構」），管有「新加坡電視機構」（簡稱「新視」）、「新加坡廣播電台機構」（簡稱「新廣電」）及「新加坡電視12私人有限公司」（簡稱「新視12」）三家公司，原新广第五波道、新广第八波道和新廣第12波道改名为新視第五波道、新視第八波道和新視第12波道。
- 1995年9月1日：新視第8波道开始改为全华语频道，并开始24小時播出，第12波道分拆為馬來語/泰米爾語的新視主要12頻道（英語：Prime 12）及播放英語體育兒童節目和紀錄片的新視12首映頻道（英語：Premiere 12）。
- 1995年9月29日：新視第5波道開始24小時播出。
- 1995年10月：新視第一個衛星頻道「新視國際台」（TCS International）在台灣開播。
- 1999年3月1日：新視第二個英文的衛星頻道，同步开播国际新聞頻道亚洲新闻台（国内版和国际版同步播出）。

### 新傳媒時期

自2015年12月8日以來使用的徽標的漸變版本，一直用於企業用途。 它在2023年2月1日被平面版本取代為屏幕標誌。

- 1999年6月16日：新加坡國際傳媒機構改名為「新加坡傳媒機構」（通稱「新傳媒機構」，正式簡稱「新傳媒」）
- 2000年1月31日：第12波道改名為馬來語的新視12朝阳频道，和播放泰米爾語/英語兒童節目和紀錄片的新視12藝術聚点频道、播放泰米爾語的新視12春天聚点頻道（Vasantham Central）併頻播出。
- 2001年2月12日：新传媒集团因應媒體自由化及突顯其企業形象，新加坡傳媒機構改名為新傳媒集團，同時引入統一品牌：新加坡電視機構及新加坡電視12改名為新傳媒電視及新傳媒電視12；新加坡廣播電台機構改名為新傳媒電台。
- 2001年5月6日：新競爭者報業傳訊旗下的兩個頻道：英語「電視通」频道及中文「優頻道」；开始了与新传媒3年的竞争，同年，新傳媒推出首份報紙《今日報》。報業傳訊的出現，令新傳媒決定成立新的電視頻道「新传媒電視都市體育频道」與競爭者抗衡（後更名為新传媒電視都市频道）。
- 2002年1月10日：因經濟不景氣，新传媒電視都市停播。以取代新传媒电视第5波道和新传媒电视第8波道与综艺和体育节目。
- 2004年12月31日：因電視市場的惡性競爭劇烈，加上內閣資政李光耀表明「新加坡地方太小，不宜擁有多於一間電視台」，新傳媒電視及報業傳訊雙方於不想達致雙輸的情況底下決定合併，於2005年成立新公司 - 新傳媒電視控股（私人）有限公司，合併情況如下：
  - 新傳媒電視控股（下稱新公司）80%股權由新傳媒持有，其餘20%股權由報業控股持有；同時出售新傳媒報業（今日報）40%股權給報業控股。
  - 新公司管有原新傳媒電視的中英文頻道及流動媒體業務、報業傳訊的電視業務、與及新傳媒製作，由新傳媒負責營運。
  - 報業傳訊旗下的“i頻道”自2005年1月1日凌晨01：30起停播，“优频道”于同日更名为U頻道。
  - 第5波道及第8波道於2005年1月1日起分別改名為「5頻道」及「8頻道」。
  - 《今日報》的競爭对手《街趣報》（Streat）併入《今日報》，開始壟斷當地英文免費報章市場，直至2005年尾分离。
- 2007年1月1日：5频道的高清版开播。
- 2008年10月20日起，應政府要求，新傳媒電視于當天起開設新的地面電視頻道－春天频道（Vasantham）－面向印度裔（非單指泰米爾語族）觀眾，全天24小时播出；原播放泰米爾語節目的聚點頻道更名“奧多頻道”（Okto），奥多频道主打儿童节目与纪录片。
- 2009年：新传媒与上海世博会事务协调局签约，正式成为“中国2010年上海世博会合作媒体”，新传媒旗下亚洲新闻台通过卫星直播向亚洲20多个国家和地区播放节目，在未来一年多时间将积极采编上海世博会报道，制作、播出世博会特别节目，包括一个名为《世博衔接》的每周资讯节目，提高人们对世博会的认知和关注。节目从2009年5月起在亚洲新闻台播出，至世博会结束。
- 于2001年开播的流动电视（TV Mobile）在2010年1月1日停播，流动电视从2001年2月开始登陆1500辆新捷运巴士。流动电视推出初期备受争议，公众对它恶评如潮，认为电视所发出的声音是一种干扰。
- 2010年3月：新传媒与微软共同推出双语资讯娱乐网站XinMSN。
- 2013年12月13日：新传媒旗下7个免费电视频道转为数码广播，使用DVB-T2标准，5频道、朝阳频道、8频道与春天频道同时转为高清播出。
- 2015年4月1日：XinMSN關閉，新加坡MSN（www.msn.com/en-sg）睽違5年再度上線[2]。
- 2015年5月4日：奥多频道开始高清播出。
- 2015年5月26日：亚洲新闻台开始高清播出。
- 2015年12月8日：新传媒总部从加利谷广播中心搬迁至纬壹科技城內的媒体城，並在当天晚上更改标志。
- 2017年2月27日至3月27日：新传媒新闻部开始迁入媒体城新址，马来语和淡米尔语新闻部先迁入到媒体城，而新传媒华语新闻部则于3月13日迁移到媒体城，英语新闻部于3月27日迁移到媒体城，同时随着新闻部迁址，各节新闻节目的片头同步更新。
- 2017年8月25日：新加坡報業控股全數沽售新傳媒電視股份。至此，新傳媒電視再度由政府全資持有。
- 2017年9月1日：因为收听率下跌的问题和新傳媒旗下的廣播电台頻道Lush 99.5（英语：Lush 99.5FM）停播。
- 2017年11月6日：新傳媒旗下的英語新聞電台频道938LIVE更名為938NOW。
- 2018年10月1日：新传媒旗下的中文杂志《i周刊》改为网络数码化，并且停止书面印刷（直至2019年1月1日改名为8视界之前）。
- 2019年1月2日：新传媒旗下所有电视頻道停播模拟广播，改为播出宣传数码广播的字卡为期一个月，之后的2月1日起模拟电视信号完全停播。
- 2019年2月20日：因为收视率不理想和收视率下跌的问题，新传媒宣布奥多频道（Okto）将于同年5月1日停播，原本奥多频道的儿童节目将继续在5频道播出，体育赛事将通过5频道，其它频道及网络影音平台Toggle继续播放，意味著5頻道提升至英語家庭頻道，本地製作沒有減少。
- 2019年3月1日：亞洲新聞台开播20周年，同日更名为CNA，并且更新新闻节目开场画面，亚洲新闻台荧幕下方显示新闻重点的模式更改为从横右边滚动至左边的跑马移动模式显示新闻重点。
- 2019年5月1日：因为收视率下跌的问题而宣布停播，新传媒旗下的英语卡通动漫片和儿童节目电视频道奥多频道 （Okto）停播，原本奥多频道所有的英语卡通动漫片和儿童节目现已在5频道播出，并改名为Okto on 5和缩短播出英语卡通动漫片和儿童节目时段。
- 2019年6月3日：新傳媒旗下的英語新聞電台频道938NOW更名为CNA938。
- 2020年1月30日：新傳媒旗下的OTT服務Toggle更名为「meWATCH」，MeRadio更名为「meLISTEN」，同日，MeClub更名为「meREWARDS」。
- 2023年1月16日：新传媒宣布，旗下电台及电视频道、网络平台形象焕新，将从当年2月1日起统一更换为以圆底"M"字搭配各频道logo；但亚洲新闻台及CNA938仍保留原来的“cna”标志（仅亚洲新闻台画面右上角的“mediacorp”更换为透明的圆底“M”logo）[3]。

## 总部

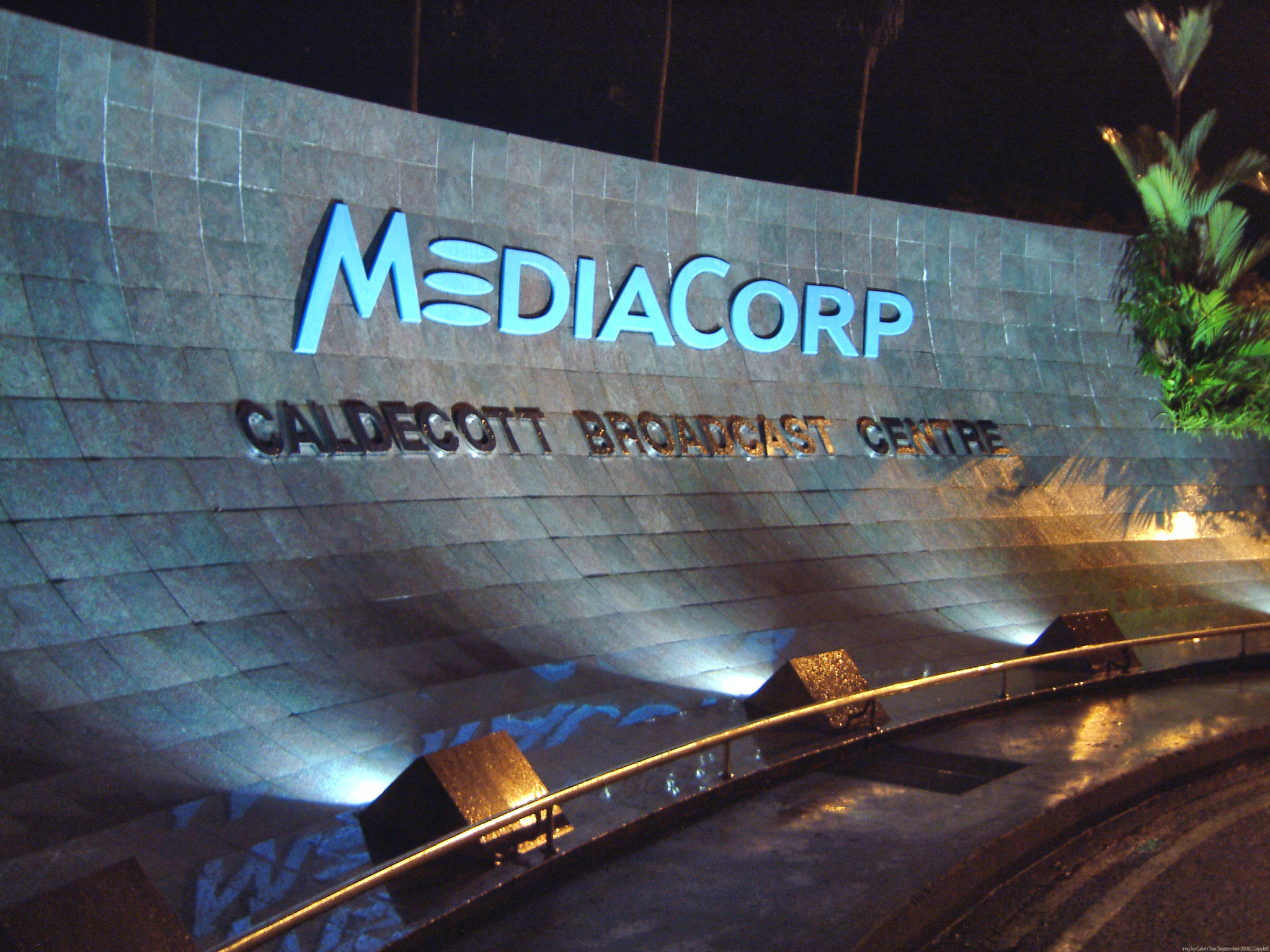
新傳媒第一代总部——加利谷广播中心（1923-2017）

1923年馬來亞广播機構成立之初，一直以一棟政府建築物“广播大楼”作為总部，發射站則設於加利谷山。到了1966年，新加坡广播电台遷往位於安德魯路（Andrew Road）的加利谷广播中心（Caldecott Broadcast Centre）—即原本的加利谷山發射站；原來的广播大楼则重建成剧集街景拍攝場地。
2015年12月8日，新傳媒把总部遷往纬壹科技城内的新传媒园区（而該大樓由日本建築師槙文彥設計，鹿島建設承建）；所有部門在2017年第一季搬遷完畢。原加利谷广播中心用地于2020年12月由鹏瑞利集团及其主席郭孔丰合资、以2億809百万新加報元投得，將用作房地产开发。

## 業務

### 電視
- 5頻道（Mediacorp Channel 5）：24小時英語高清新聞綜合頻道
- 8頻道（Mediacorp Channel 8）：24小時華語高清新聞綜合頻道
- U頻道（Mediacorp Channel U）：華語青年綜藝娛樂頻道
- 朝陽頻道（Mediacorp Suria）：馬來語高清新聞綜合頻道
- 春天頻道（Mediacorp Vasantham）：泰米爾語高清新聞綜合頻道
- 亞洲新聞台（CNA）：24小時英語亞洲新聞及資訊頻道

### 已停播频道
- 都市频道/都市体育频道（City TV）/（Sportscity）
- 聚点频道（Central）
- TV Mobile
- 奧多頻道（Okto）：播放兒童節目頻道（英語），收播期間的背景聲道為Gold 905（英语：Gold 905FM），后并入5频道和8频道部分时段播出
  - 奥多體育（Okto Sports）：體育頻道，播出時間為週日至週五晚間9點、週六晚間7點（使用奧多頻道播出）。
- 8随选频道：精品重温8频道首播栏目，但于2014年停播
- 8i频道：为8频道的国际版本，前身为TCSi，使用英语和华语播出，于2016年停播

### 电台广播
所有频道24小时广播，同时透过melisten官網以及APP直播。

#### 現有頻道
| 频率   | 电台名称         | 语言     | 定位                       | 備註                                                |
| ------ | ---------------- | -------- | -------------------------- | --------------------------------------------------- |
| 90.5FM | Gold905          | 英语     | 经典音乐台                 | 原為「新加坡第1廣播網」（曾使用的頻率：AM 630 kHz） |
| 92.4FM | Symphony924      | 英语     | 古典音乐台                 |                                                     |
| 93.8FM | CNA938           | 英语     | 新闻台                     | 2019年6月3日更名，原為938Now、NewsRadio 938         |
| 95FM   | Class 95         | 英语     | 成人当代音乐台             |                                                     |
| 98.7FM | 987              | 英语     | 流行音乐台                 |                                                     |
| 93.3FM | YES 933          | 华语     | 流行音乐台                 |                                                     |
| 95.8FM | 958城市频道      | 华语     | 新闻電台                   |                                                     |
| 97.2FM | Love972/最爱频道 | 华语     | 成人当代音乐台             |                                                     |
| 89.7FM | Ria897           | 马来语   | 流行音乐台                 |                                                     |
| 94.2FM | Warna            | 马来语   | 成人當代音樂台             | 曾使用的頻率：AM 675 kHz                            |
| 96.8FM | Oli              | 淡米尔语 | 資訊娛樂台、成人当代音乐台 | 曾使用的頻率：AM 1368 kHz                           |

#### 已停播頻道
| 频率   | 电台名称           | 语言     | 定位         | 備註 |
| ------ | ------------------ | -------- | ------------ | --- |
| 96.3FM | XFM                | 多种语言 | 综合台       | 新加坡唯一播出日语、法语、德语、印地語、孟加拉语節目的電台 ，原為國際頻道（The International Channel 96.3FM） |
| 99.5FM | Lush               | 英语     | 独立音乐台   | |
|        | 新加坡国际广播电台 | 多种语言 | 国际广播电台 | 短波广播，以英语、华语、马来语和印尼语播出                                                                    |

### OTT服務
- meWATCH：新傳媒的OTT網站，於2013年4月1日推出，提供免費和付費影片，也提供新傳媒所有免費電視頻道和多個網路頻道的直播。

## 艺人管理
- 新艺经纪（The Celebrity Agency）

## 争议
新传媒一直标榜是商营机构。然而集团以淡马锡控股为大股东，加上新传媒前身是政府部门，仍有很多人认为新传媒集团是政府机构。新传媒经营新加坡所有6个落地免费电视频道、19个免费电台广播频率频道中的12个（包括自办的11个免费电台广播频率电台及转播的英国广播公司国际频道），5个新加坡报业控股免费电台广播频率频道和一个衛星電視频道（亚洲新闻台國際版），垄断新加坡免费廣播电视市场。

## 備註
1. ↑  .   [2023-02-11]. （原始内容存档于2023-05-07）.

## 外部連結
- 新傳媒集團網站 （页面存档备份，存于）
- Mewatch （页面存档备份，存于）